# تیخا
تیخا (به چکی: Tichá) یک منطقهٔ مسکونی در جمهوری چک است که در ناحیه نووی ییتشین واقع شده‌است. تیخا ۱۶٫۴۴ کیلومتر مربع مساحت و ۱٬۷۲۷ نفر جمعیت دارد و ۳۵۵ متر بالاتر از سطح دریا واقع شده‌است.